# История на Андора
Според легендата, Андора е основана от Карл Велики, но не съществуват исторически свидетелства за това. През 805 кралят на Аквитания Людовик Благочестиви успял да разбие арабите с помощта на жителите на община Андора, които го упътили към лагера на мюсюлманите. От своя страна Карл Велики се отблагодарил на андорците, като им дал Великата харта на свободата, и оттогава те имат свободна държава, наречена Княжество Андора.

## Феодален период
През 988 графът на Барселона Борел II направил андорската земя подвластна на епископство Урхел, а през 1278 част от властта била предадена на графство Фуа с така наречения „Акт Пареаж“. Впоследствие графът на Фуа бил заменен от краля, императора и президента на Франция. През 1419 се създава „Consell de la Terra“ (съвет на земята) – формалният парламент на Андора, по-късно прекръстен на Генерален съвет. През 1866 т.нар. „Нова реформа“ слага край на дотогавашната феодална система на управление.

## 20 век
В началото на 20 век са създадени пътища, които свързват Андора с Испания и Франция. През 1933 – 1934 избухват безредици, свързани с ограниченията в избирателното право. През юли 1934 руският емигрант Борис Скосирев поема властта, тогава населението на страната е 5000 души. Столица става Андора ла Веля, където Борис Скосирев се провъзгласява за крал на Андора под името Борис I, но управлението му продължило само няколко дни, тогава бил заловен и арестуван от специално изпратен отряд на испанската жандармерия. През Втората световна война тук се базирали испански и френски войски. След войната Андора „се открива пред света“ с нови зимни курорти и либерална данъчна система, което позволява на множество европейски фирми да търгуват тук. Първото андорско правителство е създадено през 1982, а през 1993 се приема конституция, според която властта на президента на Франция и епископа на Урхел рязко намалява и страната влиза в ООН.